# Roquefort-sur-Soulzon
Roquefort (oficialmente en francés Roquefort-sur-Soulzon; y en occitano Ròcafòrt) es una localidad y comuna francesa, situada en el departamento de Aveyron, en la región de Occitania. 
El pueblo da nombre al famoso queso roquefort, elaborado en las cuevas cercanas y principal motor económico de la población, tanto por su producción como por su atracción de turistas.

## Geografía
La villa se encuentra anclada en el Macizo Central francés, en el borde del altiplano de Larzac, donde se pueden encontrar las cuevas en las que se elabora el queso. El apellido del pueblo viene del pequeño río Soulzon, que atraviesa su término municipal.

## Historia
Hace miles de años, una parte del acantilado de Cambalou se desplomó, formándose así una red de cuevas con corrientes de aire que hacen que se renueve constantemente, teniendo una humedad y una temperatura constante durante todo el año. Estas cuevas sirvieron de refugio para los pastores de ovejas de la zona, que construyeron sus casas en las zonas cercanas.
Las condiciones de las cuevas son propicias para la proliferación del hongo Penicillium roqueforti, responsable de la fermentación del queso, por lo que desde tiempos muy antiguos ha sido producido. Se sabe que en la Antigua Roma ya conocían el queso roquefort.
En el siglo XV el rey Carlos VI convirtió las cuevas y la localidad de Roquefort en apelación de origen, siendo la primera constancia de este tipo de regulaciones. La apelación de origen actual data de 1925.

## Demografía
El número de habitantes actuales es algo inferior a 700. Este número se ha visto reducido considerablemente en los últimos cincuenta años, teniendo en 1962 más del doble de los actuales, unos 1.500. Aunque la localidad sigue siendo el principal núcleo de afinamiento de los quesos procedentes de las cuevas, la Certificación de Origen Controlada del producto incluye a otras localidades cercanas. Esto ha favorecido la marcha de gran parte de la población a otros pueblos mayores, donde pueden seguir la actividad quesera, como puede ser Millau.
| 1488 | 1349 | 949 | 880 | 789 | 679 |
| Para los censos de 1962 a 1999 la población legal corresponde a la población sin duplicidades (Fuente: INSEE [Consultar]) |      |     |     |     |     |